# Creysse (Dordogne)
Creysse is een gemeente in het Franse departement Dordogne (regio Nouvelle-Aquitaine) en telt 1881 inwoners (2005). De plaats maakt deel uit van het arrondissement Bergerac. Creysse telde op 1 januari 2022 1.738 inwoners.

## Geografie
De oppervlakte van Creysse bedraagt 11,02 km², de bevolkingsdichtheid is 159 inwoners per km² (per 1 januari 2019).
De onderstaande kaart toont de ligging van Creysse met de belangrijkste infrastructuur en aangrenzende gemeenten.

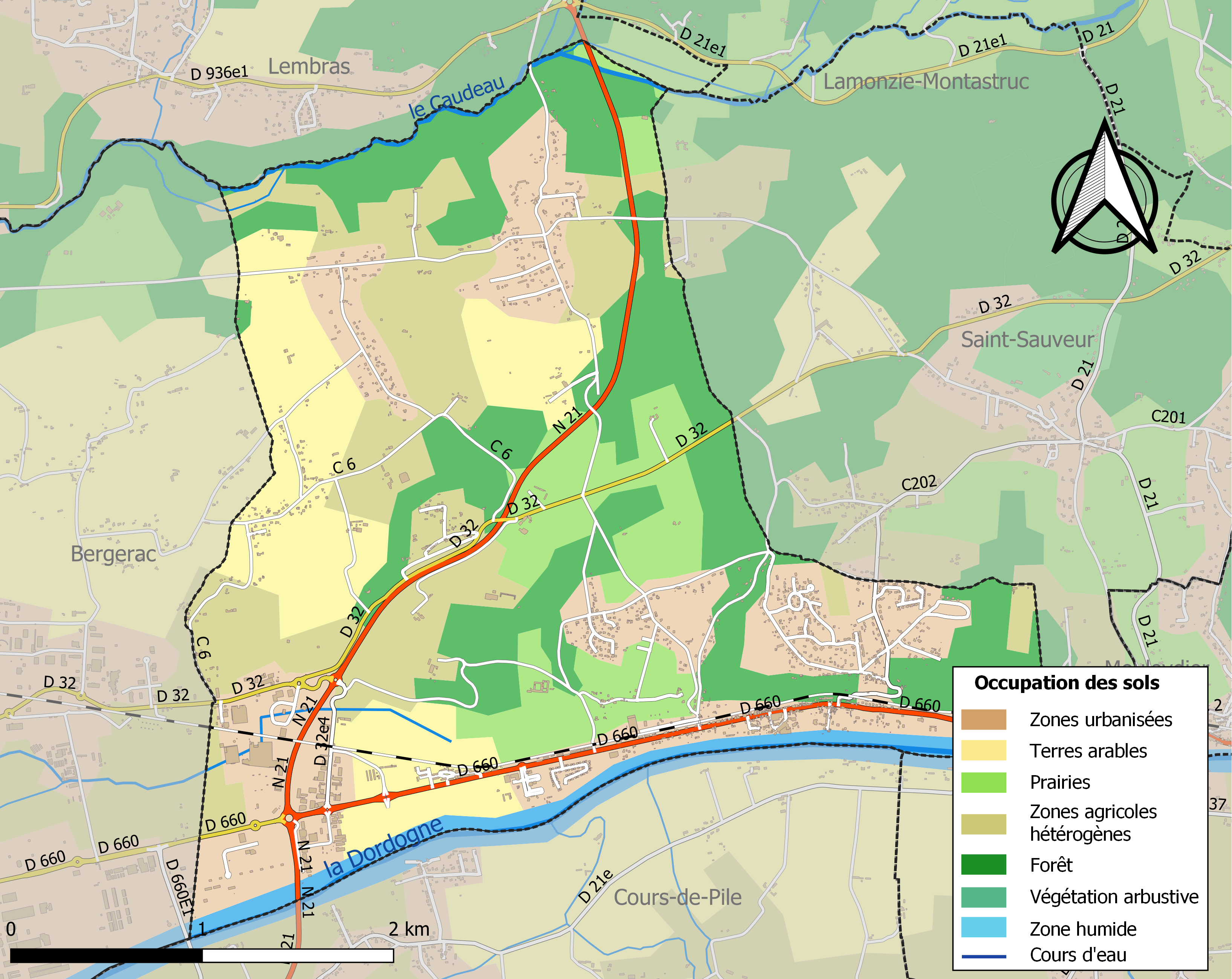

## Demografie
Onderstaande figuur toont het verloop van het inwonertal (bron: INSEE-tellingen).